# Культура човноподібних сокир

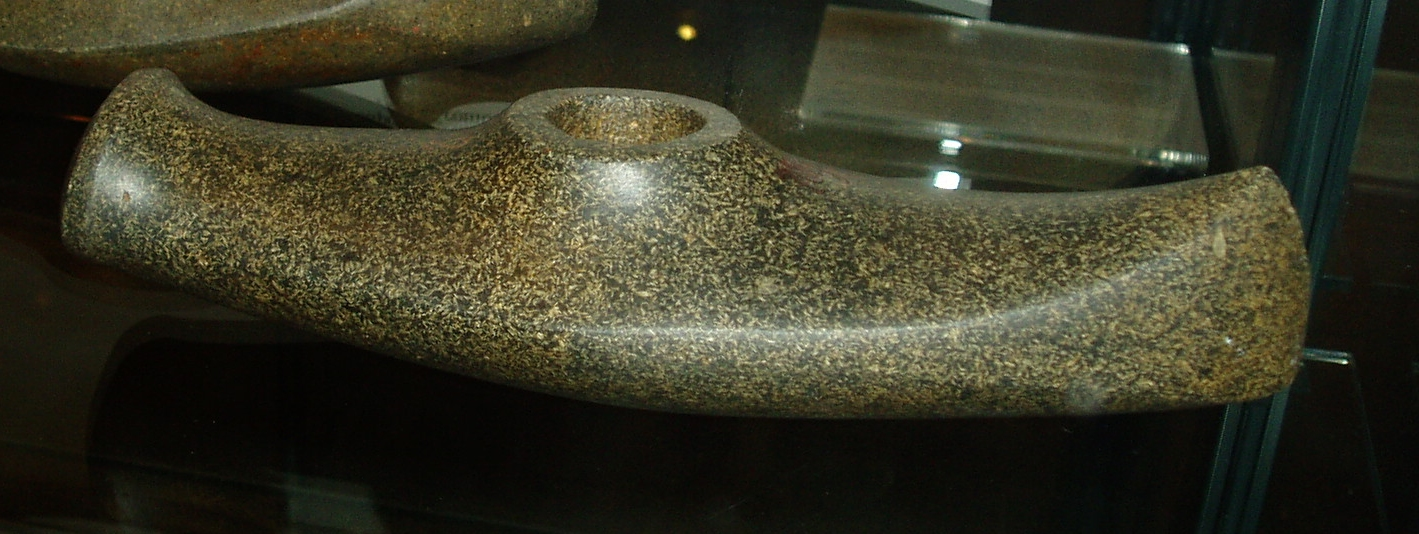

Культура човноподібних сокир або Культура бойових сокир — енеолітична культура, яка мала розвиток в прибережних районах півдня Скандинавського півострова та південного заходу Фінляндії, у 2800 — 2300 р.р. до н.е. 
Була відгалуженням культури шнурового посуду та замінила культуру лійчастого посуду у південній Скандинавії, ймовірно, через процес масової міграції та заміни населення. 
Вважається, що носії культури несли індоєвропейські мови та інші елементи індоєвропейської культури в регіон. 
Певний час вона співіснувала з культурою ямкової кераміки мисливців-збирачів, яку зрештою поглинула, розвинувшись у скандинавську бронзову добу. 
Скандинавська бронзова доба, у свою чергу, вважається колискою германських народів.

## Історія

### Походження
Культура бойових сокир виникла на півдні Скандинавського півострова близько 2800 р. до н. е.. 
Вона була відгалуженням культури шнурової кераміки, яка сама була значною мірою відгалуженням ямної культури Понтійсько-каспійського степу. 
Сучасні генетичні дослідження показують, що його поява культури супроводжувалася масштабними міграціями та генетичними переміщеннями. 
Культура бойових сокир спочатку поглинула сільськогосподарську культуру лійчастого посуду. 

### Розповсюдження
Центром розповсюдження культури бойових сокир була Сконе. 
Пам’ятки культури бойових сокир були знайдені на узбережжі південної Скандинавії та південно-західної Фінляндії. 

Безпосередньо берегова лінія, однак, була зайнята культурою ямкового посуду. 
 
До 2300 р. до н. е. культура бойових сокир поглинула культуру ямкової кераміки.
За весь час свого існування культура бойових сокир, поширилася на прибережну Норвегію, супроводжуючись значними культурними змінами. 
 
Ейнар Остмо повідомляє про знахідки культури бойових сокир на Лофотенських островах і аж на північ до сучасного міста Тромсе. 

### Наступники
Культура бойових сокир припинила своє існування близько 2300 р. до н.е. 
Згодом її змінила Скандинавська бронзова доба, який, ймовірно, є злиттям елементів культури бойових сокир та культури ямкової кераміки. 

## Опис

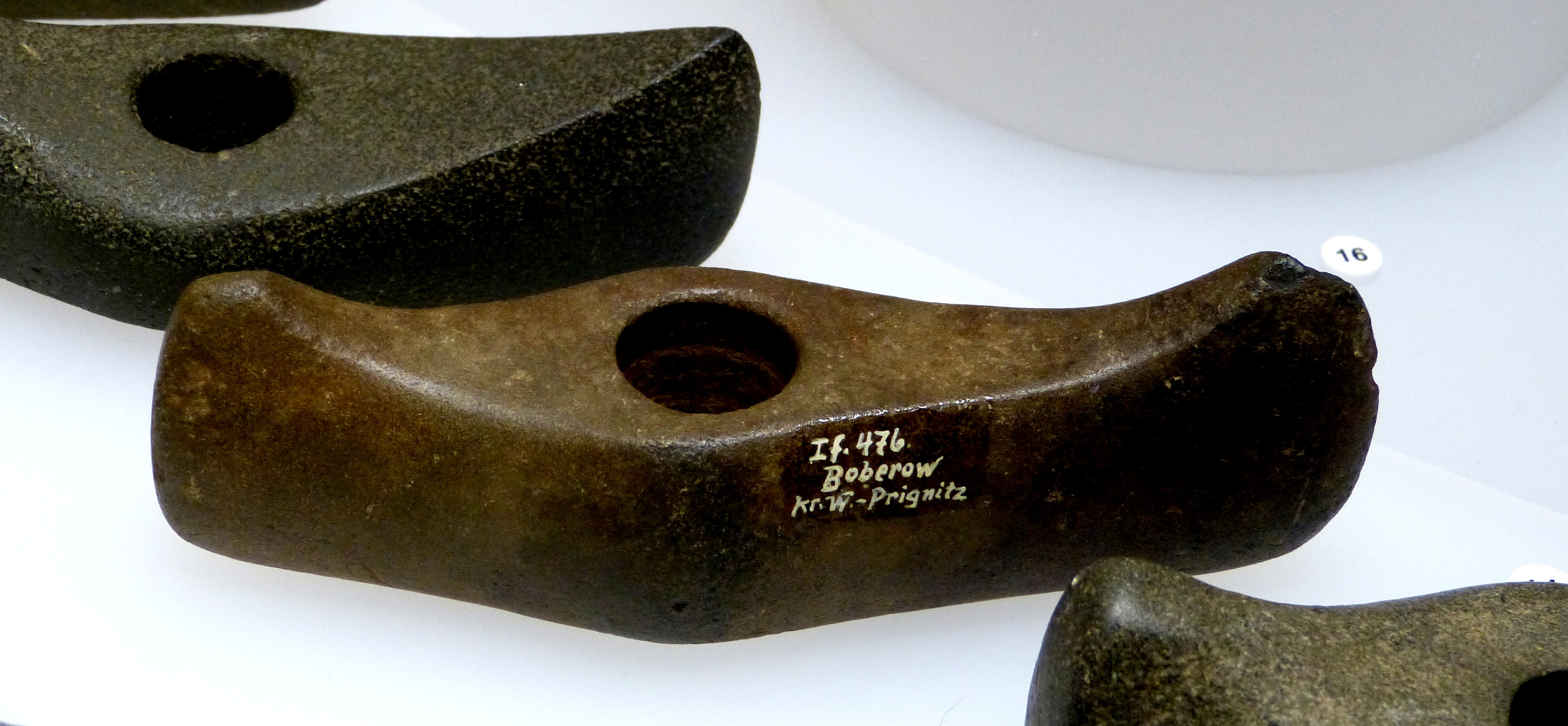
Бойова сокира у формі човна, характерна для скандинавського та приморсько-німецького шнурового посуду.

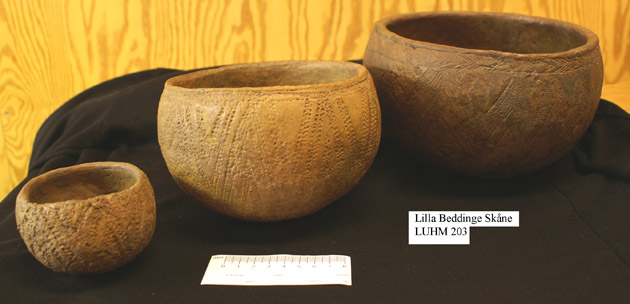
Кераміка культури бойових сокир

### Поховання
Культура бойових сокир відома переважно своїми похованнями. 
У Швеції знайдено близько 250 поховань культури бойових сокир. 
Вони суттєво відрізняються від могил культури поодиноких поховань Данії. 

У похованнях культури бойових сокир померлих зазвичай клали в одну пласку могилу без кургану. 
Могили зазвичай були орієнтовані з півночі на південь, з тілом у зігнутому положенні обличчям на схід. 
Чоловіки розташовувалися зліва, а жінки — з правого боку. 
Як за об’єктами, так і за розміщенням могильний інвентар досить стандартизований. 
Крем'яні сокири зустрічаються як в чоловічих, так і в жіночих похованнях. 
Бойові сокири розміщені у чоловіків впритул до голови. 

Ймовірно, що ці бойові сокири були символами статусу, і саме від них має назву культура. 
Близько 3000 бойових сокир були знайдені по всій Скандинавії, але вони рідкісні в Норрланді та північній Норвегії. 
Поліровані крем’яні сокири культури бойових сокир і культури ямкового посуду мають спільне походження з південно-західного Сконе та Данії.
Шнурова кераміка також була поширеним могильним інвентарем у похованнях культури бойових сокир. 
Зазвичай її клали біля голови або ніг. 
Інші могильні вироби містять наконечники стріл, зброю з рогів, бурштинові намистини та поліровані крем’яні сокири та долота. 
Фауністичні залишки з поховань містять благородного оленя, вівцю та козу. 

Культура бойових сокир отримала нове трактування в 1993 році, коли було розкопано будинок смерті в Турінге, в Седерманланді. 
Уздовж дерев’яних стін були знайдені залишки близько двадцяти глиняних посудин, шість робочих сокир і бойова сокира, які походять з останнього періоду культури. 
Там також були кремовані останки щонайменше шести людей. 
Це найдавніша знахідка кремації в Скандинавії, яка свідчить про тісні контакти з Центральною Європою.

### Населені пункти
Було виявлено кілька поселень культури бойових сокир. 
Більшість з них розташовані всередині країни, але деякі розташовані в прибережних районах. 
Поселення культури бойових сокир, однак, не розташовані безпосередньо на узбережжі, яке було скоріше зайнято культурою ямкового посуду. 

Відомо менше 100 поселень, і їх залишки незначні, оскільки вони розташовані на постійно використовуваних сільськогосподарських угіддях і, як наслідок, були розорані.
Археологічні залишки південної Швеції виявляють тісні просторові зв’язки між будинками та могилами, що вказує на те, що ферми займали центральне місце в соціальній та економічній діяльності в культурі бойових сокир. 

### Кераміка
Кераміку культури бойових сокир часто знаходять у поселеннях культури ямкового посуду. 
Деякі поселення навіть мають злиття гончарних стилів культури бойових сокир та культури ямкового посуду. 
Відносини між двома культурами суперечливі та недостатньо зрозумілі. 

### Культура

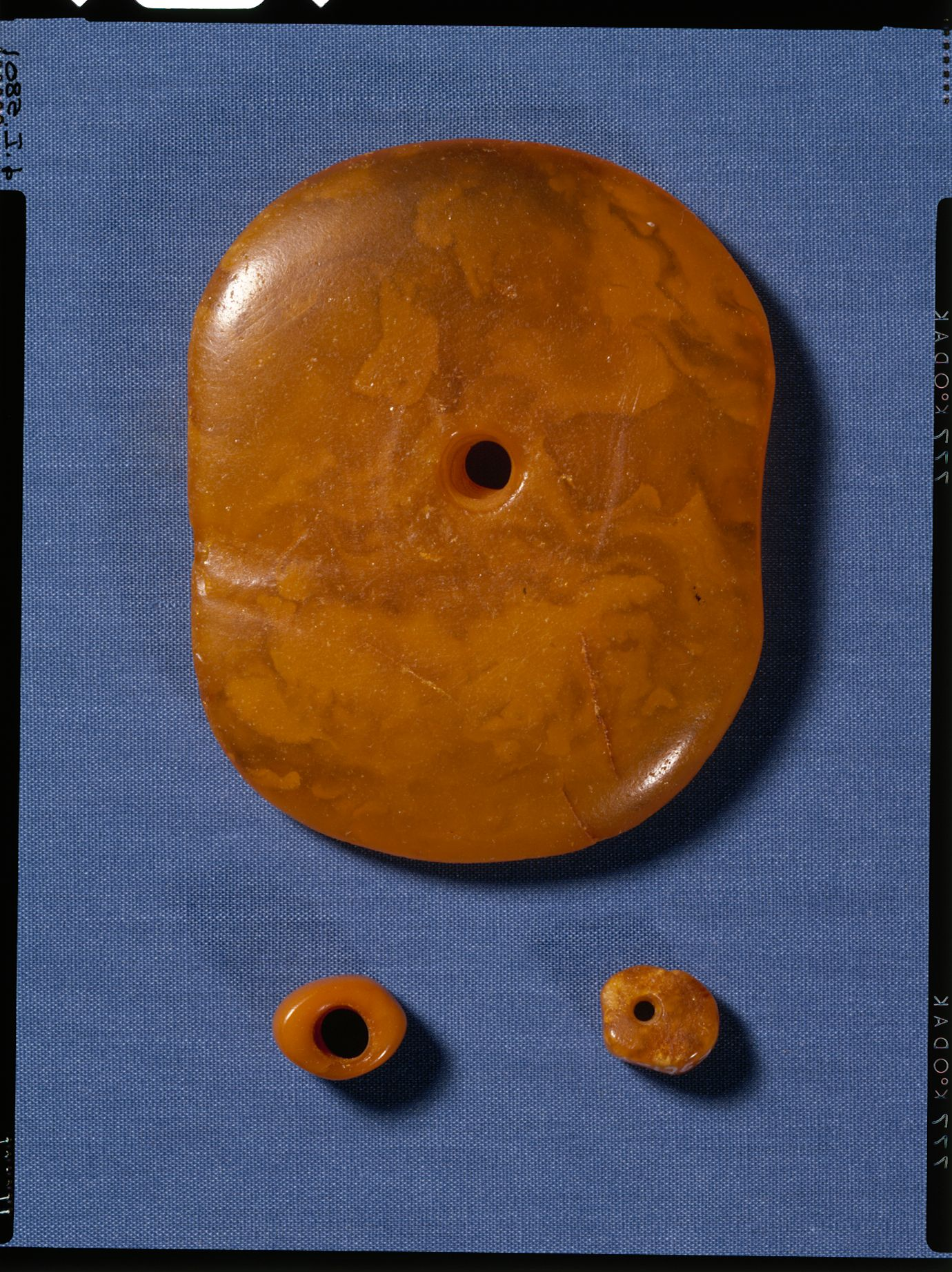
Бурштиновий диск і намистини з Данії

Соціальна система культури бойових сокир помітно відрізнялася від культури лійчастого посуду, про що свідчить той факт, що культура лійчастого посуду мала колективні мегалітичні могили, кожна з яких містила численні жертвоприношення, тоді як культура бойових сокир мала індивідуальні могили з одним небіжчиком в кожній. 
Індивідуалізм, ймовірно, відігравав набагато помітнішу роль у культурі бойових сокир, ніж серед її попередників. 

### Економіка
Культура бойових сокир базувалася на тих самих сільськогосподарських практиках, що й попередня культура лійчастого посуду та випасі худоби, що пояснює напівоседлість культури. 
 
Ймовірно, носії культури також вели торгівлю з населенням на півночі, обмінюючи продукти тваринного походження на товари власного виробництва. 

Ейнар Остмо підкреслює, що прибережні регіони Скандинавії в Атлантиці та Північному морі, а також прибалтійські території 

були об’єднані потужною морською економікою, що дозволяло набагато ширше географічне поширення та тіснішу культурну єдність, ніж могли досягти внутрішні континентальні культури. 
Він вказує на кількість широко розповсюджених наскельних малюнків, віднесених до епохи, на яких зображені «тисячі» кораблів. 
Для таких морських культур море — магістраль, а не межа. 

## Етнічна приналежність
Науковці вважають, що носії культури бойових сокир принесли індоєвропейські мови та індоєвропейську культуру до південної Скандинавії. 
Злиття культури бойових сокир з місцевою культурою землеробів та мисливців-збирачів регіону породило скандинавську бронзову добу, яку вважають прабатьковою цивілізацією германських народів. 

## Генетика

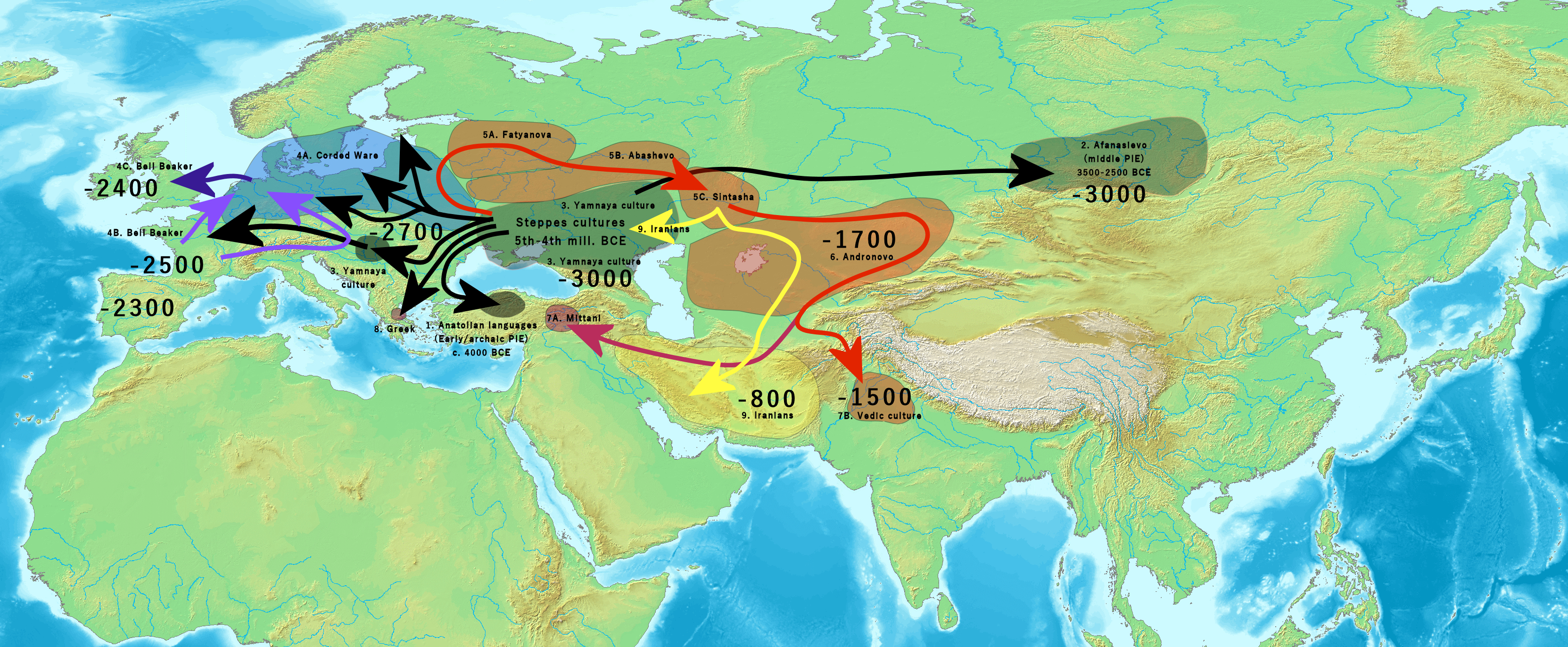
Ранні міграції індоєвропейців з Понтійсько-каспійського степу

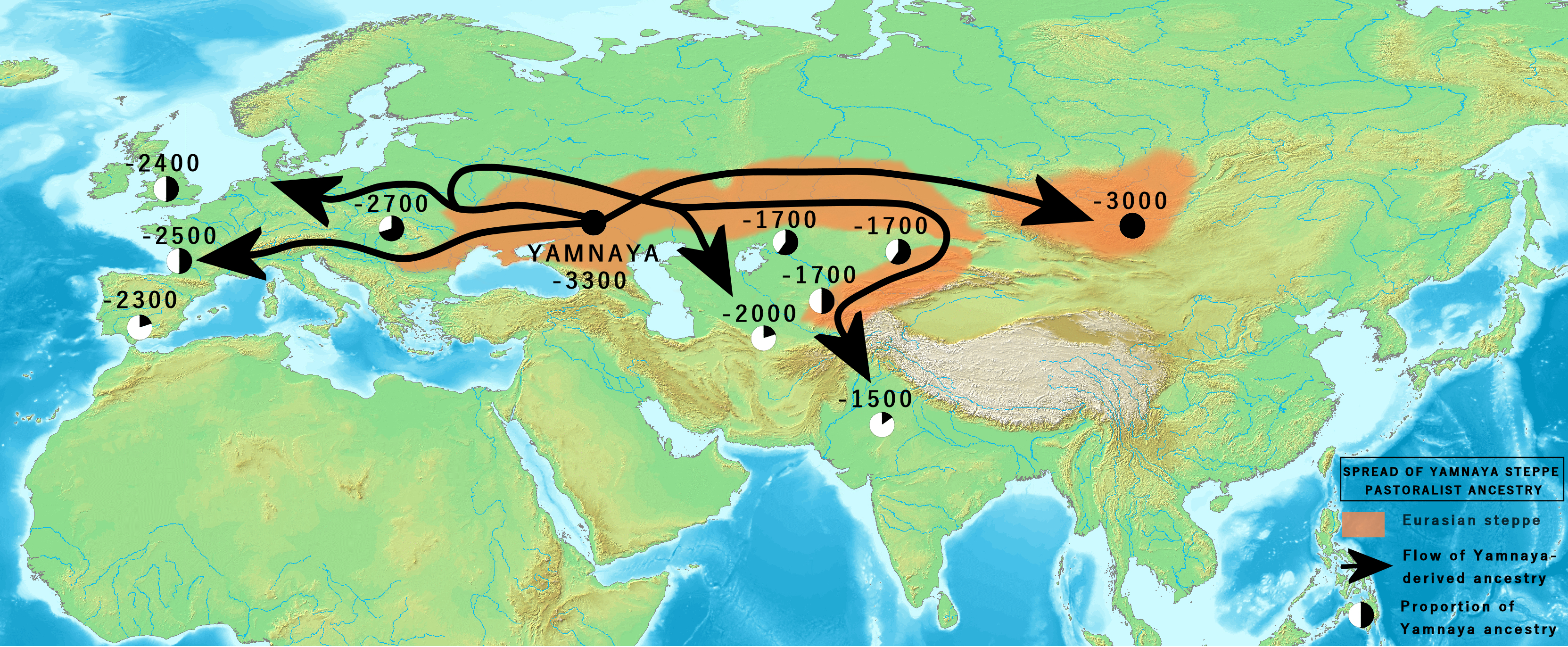
Поширення предків скотарів Ямної культури в бронзову добу 3000-1500 рр. до н. е.

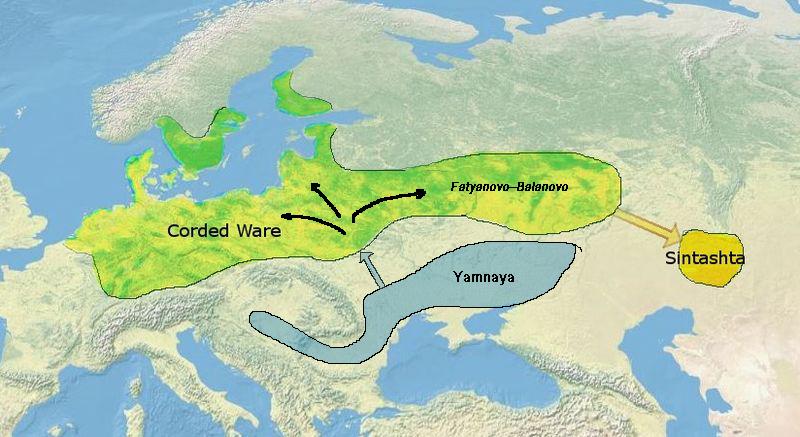
Культура бойових сокир була відгалуженням культури шнурового посуду

Генетичне дослідження, опубліковане в Nature у червні 2015 року, вивчило останки чоловіка культури бойових сокир, похованого у Вібю, Швеція, приблизно 2621 — 2472 рр. до н. е. 

Було встановлено, що він є носієм батьківської гаплогрупи R1a1a1 і материнської гаплогрупи K1a2a. 

Було виявлено, що представники культур пізнього неоліту та бронзової доби Скандинавії були дуже близькими з носіями культури шнурової кераміки, культури дзвоноподібних келихів і культури Унетице, усі вони генетично споріднені з носіями Ямної культури. 
Носії Синташтинської та Андроновської культур Центральної Азії також виявили тісні генетичні спорідненості з носіями культури шнурової кераміки. 

Генетичне дослідження, опубліковане в Nature Communications у січні 2018 року, вивчило чоловіка, похованого в Елсунді на півночі Швеції, прибл. 2570–2140 рр.. 
Попри те, що він був похований без артефактів, він був знайдений неподалік від археологічної пам’ятки, де містилися як артефакти мисливців-збирачів, так і шнуровий посуд. 

Було встановлено, що він є носієм батьківської гаплогрупи R1a1a1b і материнської гаплогрупи U4c2a. 

Було виявлено, що він генетично подібний до народів культури бойових сокир, маючи велику кількість предків, пов’язаних зі степом. 

Батьківська гаплогрупа R1a1a1b також виявилася переважаючою лінією серед чоловіків із носіїв культури шнурового посуду та бронзової доби східної Балтії. 

Генетичне дослідження, опубліковане в Proceedings of the Royal Society B, вивчило останки 2 носіїв культури  бойових сокир, похованих у Бергсґравені в центральній Швеції. 
Чоловік мав батьківську гаплогрупу R1a-Z283 і материнську гаплогрупу U4c1a , тоді як жінка мала материнську гаплогрупу N1a1a1a1. 

Гаплогрупа R1a є найпоширенішою батьківською гаплогрупою серед чоловіків з інших культур горизонту шнурової кераміки, і раніше була знайдена серед східноєвропейських мисливців-збирачів (EHG). 
Цікаво, що у носіїв ямної культури, з іншого боку, домінує батьківська гаплогрупа R1b. 
. 
Було виявлено, що два досліджених носія культури бойових сокир тісно пов’язані з народами з інших частин горизонту шнурового посуду. 
Вони мали генотип західноєвропейських степових скотарів (WSH), хоча з невеликою домішкою західноєвропейських мисливців-збирачів (WHG) і ранніх європейських землеробів (EEF). 
Ймовірно, що змішування відбулося через шлюб чоловіків WSH із жінок EEF та WHG. 
Походження носіїв культури бойових сокир помітно відрізнялося від походження попередніх неолітичних популяцій, що свідчить про розшарування культурних груп. 
Генотип WSH не був виявлений серед попередніх популяцій цього району. 
Результати ще більше підтвердили думку про те, що культура бойових сокир виникла в результаті міграції з південного сходу Балтики. 
 
У дослідженні також досліджували жінку, поховану в мегаліті культури лійчастого посуду в Оллше, Швеція бл. 2860–2500 рр. до н.е., коли територію населяли носії культури бойових сокир. 
Вона мала материнську гаплогрупу H6a1b3 
 
і виявилася тісно генетично спорідненою з іншими людьми культури бойової сокири. 

Дві особи, поховані в одному мегаліті під час пізнього неоліту, також були тісно пов’язані з народами культури шнурового посуду. 

Malmström et al. (2020) досліджували представників культури ямкової кераміки на Готланді. 
Кілька їхніх поховань містили типові артефакти бойових сокир. 
Проте жоден із цих індивідів не мав жодної домішки носіїв культури бойової сокири, що свідчить про те, що народи двох культур взаємодіяли без схрещування. 
 
Було виявлено, що сучасні північні європейці все ще тісно пов’язані з людьми культури бойових сокир. 